# Jim Jackson (Musiker)
Jim Jackson (* um 1884 oder 1890 in Hernando, Mississippi; † 1937, ebenda) war ein früher US-amerikanischer Blues-Sänger und Gitarrist, der u. a. von J. B. Lenoir als Vorbild genannt wurde.

Jim Jackson – Jim Jackson’s Kansas City Blues

Als Kind lernte Jackson von seinem Vater das Gitarrespielen. Zu seinen Vorbildern gehörte Frank Stokes. Bereits in jungen Jahren spielte, sang und tanzte er in Medicine Shows. Später trat er in Kneipen und Juke Joints auf, oft in Begleitung von Gus Cannon und Robert Wilkins.
Wenn er nicht auf Tour war, musizierte Jackson in Memphis, wo er in Clubs mit Kollegen wie Gus Cannon, Furry Lewis und Will Shade auftrat.
1927 wurde Jackson von H.C. Speir entdeckt, der ihn jedoch an einen anderen Talentscout verkaufte. Für Vocalion machte Jackson erste Aufnahmen, darunter den Hit Kansas City Blues, der später u. a. zum Repertoire von Robert Nighthawk gehörte.
In knapp drei Jahren nahm Jim Jackson um die 50 Stücke auf. Mit der großen Depression endete seine kurze, aber erfolgreiche Karriere. Er zog zurück nach Hernando in Mississippi, wo er 1937 starb.